# Ликинг (река)

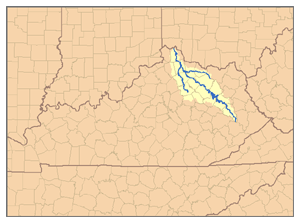
Схема бассейна реки Ликинг

Ликинг (англ. Licking River) — река на северо-востоке штата Кентукки, США. Левый приток реки Огайо. Длина составляет 488 км; площадь бассейна — 9310 км². Водосбор реки располагается между бассейнами рек Кентукки (на западе) и Биг-Сэнди (на востоке).
Берёт начало в районе плато Камберленд, на юго-востоке округа Магоффин и течёт в северо-западном направлении, через города Салиерсвилл и Уэст-Либерти. В округе Рауан, на территории национального леса Даниэль-Бун, образует водохранилище Кейв-Ран. Ниже водохранилища, примерно в 13 км к северо-западу от Карлайла река принимает приток Флеминг-Крик. Приблизительно в 16 км к северо-западу от города Маунт-Оливер принимает приток Норт-Форк, а к югу от города Фалмаус — приток Саут-Форк. Впадает в реку Огайо напротив города Цинциннати (штат Огайо), в районе городков Ковингтон и Ньюпорт.